# Eriospermum exigium
Eriospermum exigium är en sparrisväxtart som beskrevs av Pauline Lesley Perry. Eriospermum exigium ingår i släktet Eriospermum och familjen sparrisväxter. Inga underarter finns listade i Catalogue of Life.